# Cook Inlet
A Cook Inlet egy 290 km hosszú keskeny öböl Alaszka déli részén, melyet az Alaszkai-öböltől  a Kenai-félsziget választ el. Az öböl északi végén fekszik Anchorage.

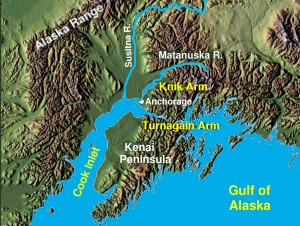
Cook Inlet és környéke

Az öböl vízgyűjtóterülete 100,000 km². Az öblöt az Aleut-hegylánc és az Alaszkai-hegységből eredő folyók táplálják (Knik-folyó (Knik River), Little Susitna-folyó (Little Susitna River), Susitna-folyó és a Matanuska-folyó). A 6194 méteres Denali is a vízgyűjtő területhez tartozik.
A Cook Inlet hajózható az északi Anchorage kikötője és a déli Homer kikötője között. A Cook Inlet környékén közel 400 000 ember él. A terület fő kikötője Anchorage.

## Vulkáni tevékenység
A vízgyűjtő területen található a Mount Redoubt tűzhányó, és az Augustine-tűzhányó, két további kisebb aktív vulkánnal.
A vulkanikus működés kapcsolódik a földrengésekhez, cunamikhoz és hordalék lavinákhoz.
1901-ben egy 7,1 nagyságrendű földrengés okozott vulkáni kitörést, majd ennek nyomán cunamit. 2009-ben egy, a Mount Redoubtról induló lahar (iszapár) veszélyeztette  a közelben telepített olajtárolókat.

## Történet
A Cook inlet első felfedezői a Dena'ina nevű őslakok voltak. Az első európaiak orosz prémvadászok voltak. 1876-ban megalapították a Nyikolajev erődöt, a Kenai-folyó torkolatánál. A prémvadászok a helyi őslakosokat vadászatra használták.
1778-ban – az Északnyugati átjárót keresve – James Cook expedíciója hajózott be a Cook Inletbe, melyet róla nevezett el 1794-ben hajózótisztje, George Vancouver, aki később maga is számos felfedezést tett a Csendes-óceán északi részein.
A Cook Inlet déli részén levő ‘Turnagain Arm’ nevű területet William Bligh nevezte el, aki kapitány volt a híres HMS Bounty angol királyi hadihajón, ahol a nevezetes lázadás tört ki 1789-ben (Lázadás a Bountyn), és akkor Bligh-t 18 társával egy csónakba tették.
A ‘Turnagain Arm’ elnevezés onnan ered, hogy valójában eltévedtek az átjárót keresve, és ezért adták a “turn again” („fordulj újra”) elnevezést.

## Települések
A legtöbb alaszkai település a Cook Inlet környékén található, valamint a legnagyobb város, Anchorage  és környékén. Az Inlet távoli nyugati részeit nem éri el közút. Egy kis település, Tyonek közel 180 embernek és számos olajfúráshoz kapcsolódó létesítménynek ad otthont.
A teherszállítás 95%-a Anchorage kikötőjében zajlik. Ide busz vagy vasút vezet a kisebb településtől.

## Ásványi kincsek, természeti jelenségek
A Cook Inlet gazdag kőolaj és gáz lelőhely. 2005-ben 16 olajfúró torony működött az öbölben, és számos a partmenti sávban. Az olajat olajvezetékeken szállítják el, a gázt cseppfolyósítják és Anchorage-ból forgalmazzák.
Alaszkában van az USA ismert széntartalékainak a fele. Évtizedek óta vannak tervek hatalmas bányák létrehozására, de ezek a környezetvédelmi szempontok miatt még nem valósultak meg.
A Turnagain Arm és a Knik Arm arról is ismert, hogy bővelkedik a kőzetlisztben. Apálykor ez nehezíti a hajók  navigációját, ezért az itt közlekedő hajók speciális lapos hajótesttel rendelkeznek.

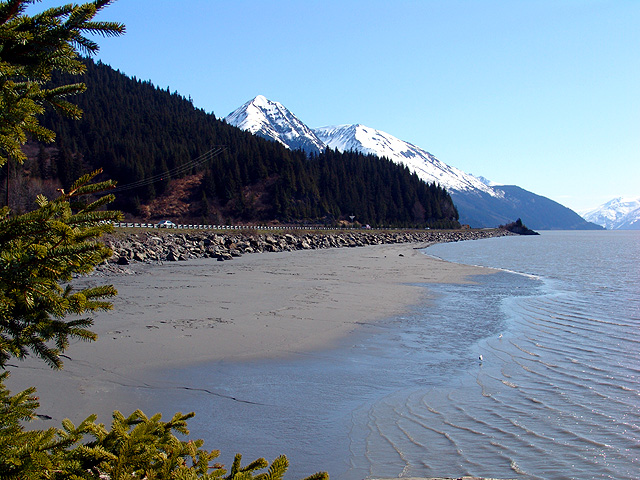
TurnagainArm

A nagy árapálymozgás következtében kialakuló árapálysíkság veszélyes lehet a tengerparti sétára.
Turnagain Arm nevezetes a torlóár jelenségéről. Az itteni torlóár átlagosan 9 méteres, és az egyik legnagyobb a Földön. Az óceán 12 óra és 25 perces periodikus mozgását energiatermelésre is lehetne használni. Számos terv készült egy torlóáras erőmű kivitelezésére.

## Állatvilág
A Cook Inlet egyedülálló állatfaja a beluga vagy más néven a fehér delfin.
Ma már csak 400 példány él az óceánban. 2008-ban a belugát felvették a veszélyeztetett állatok listájára.
A Cook Inletben szezonálisan ipari méretű halászatot folytatnak.

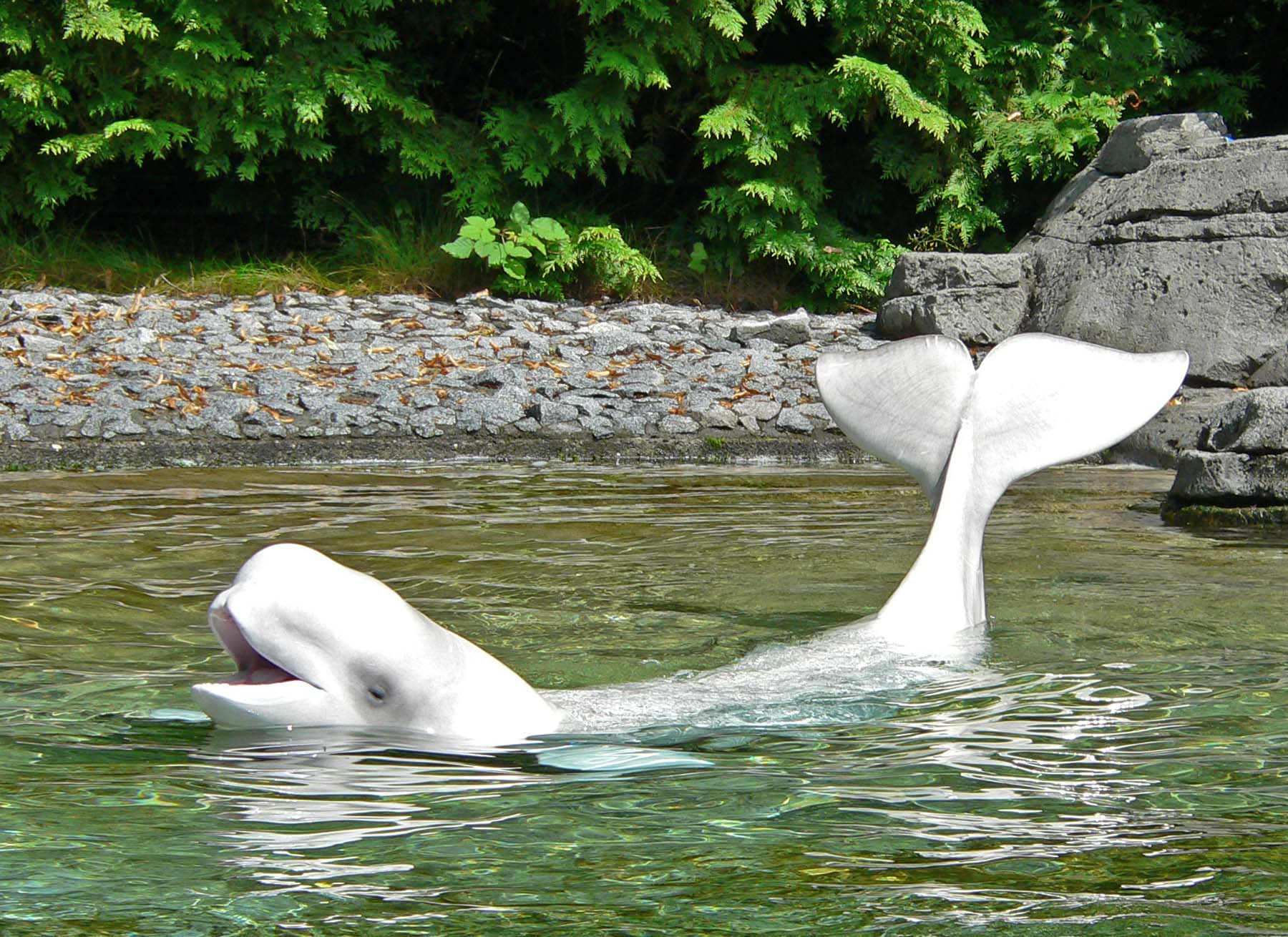
Beluga